# Brugkerk

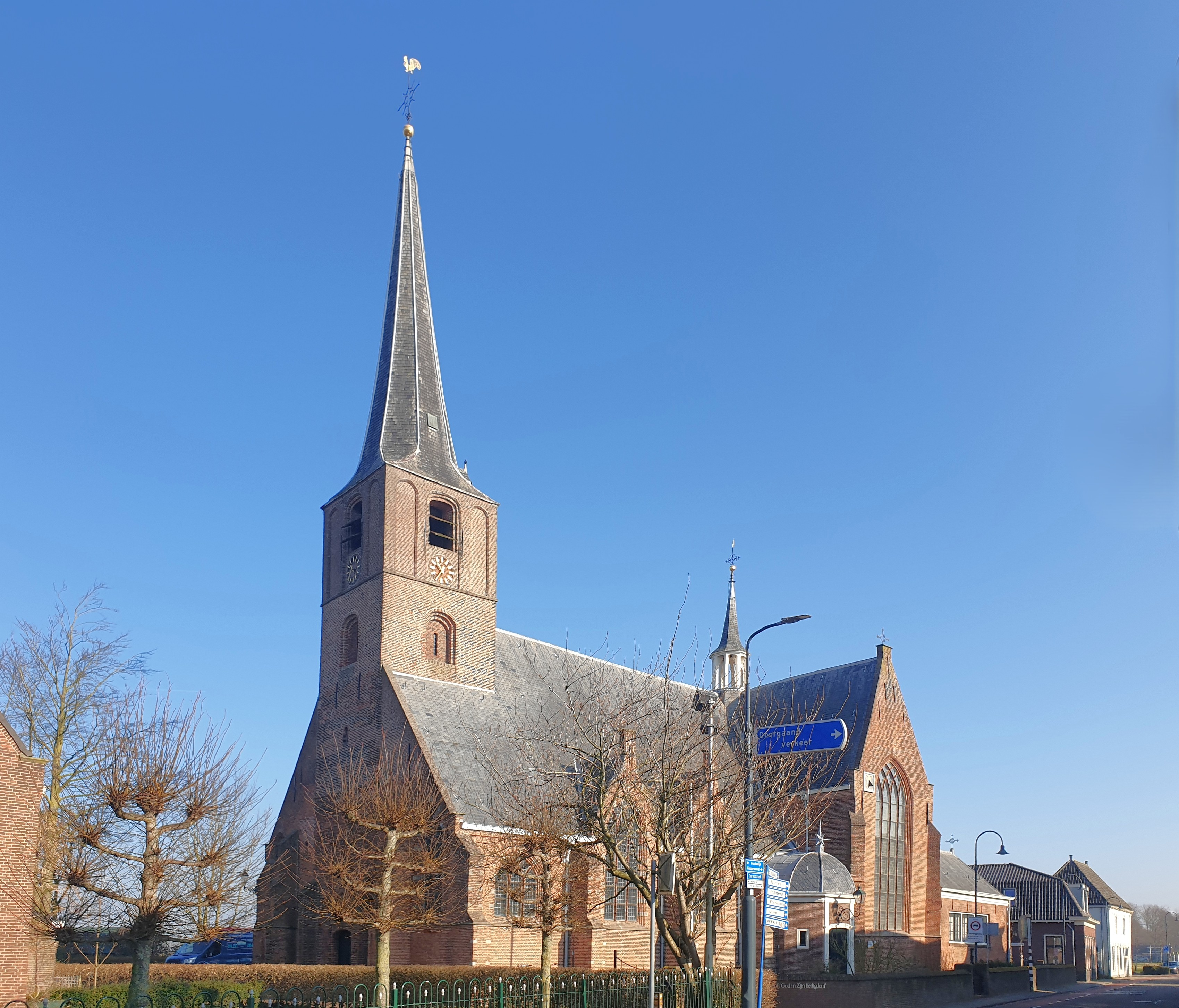
Die Brugkerk in Koudekerk aan den Rijn

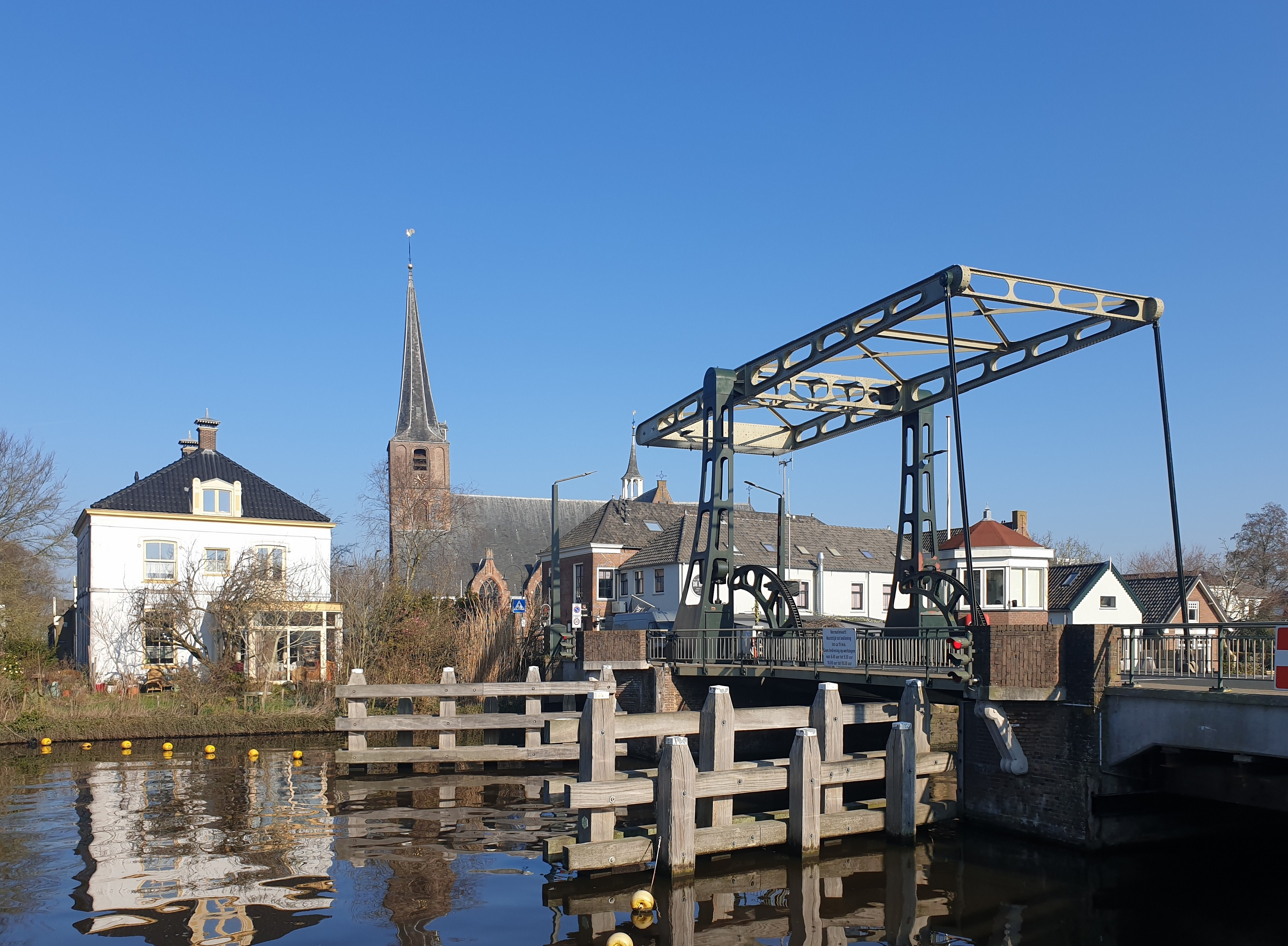
Die Kirche mit der namensgebenden Brücke

Die Brugkerk (deutsch Brückenkirche) ist ein Kirchengebäude der Protestantischen Kirche in den Niederlanden in Koudekerk aan den Rijn, einem Ortsteil der Gemeinde Alphen aan den Rijn in der Provinz Südholland. Das Kirchengebäude ist als Rijksmonument eingestuft. Das Gotteshaus ist nach der benachbarten historischen Zugbrücke über den Oude Rijn benannt.

## Geschichte
Die heutige Brugkerk war bis zur Einführung der Reformation dem Doppelpatrozinium der Heiligen Nikolaus von Myra und Willibrord unterstellt. Das Gotteshaus ist eine spätgotische dreischiffige Pseudobasilika auf einem kreuzförmigen Grundriss mit fünfseitig geschlossenem Chor. Ältester Teil ist der um 1400 erbaute Westturm. Der Turm enthält in seiner Ostwand älteres Mauerwerk, das möglicherweise aus dem 13. Jahrhundert stammt. Das Langhaus wurde in der ersten Hälfte des 15. Jahrhunderts erbaut, der Chorraum wurde 1453 fertiggestellt. Das Quer- und Langhaus sowie der obere Turmteil wurden Anfang des 16. Jahrhunderts errichtet. An der Nordseite wurde 1603 eine Kapelle angefügt. Die Sakristei und das Südportal mit Kuppeldach stammen von 1780. Die Kirche wurde 1844 restauriert. Eine weitere grundlegende Restaurierung von Kirche und Turm wurde 1935/36 unter der Leitung von H. van der Kloot Meijburg durchgeführt.
Der Innenraum ist von hölzernen Tonnengewölben bedeckt. Die Ausstattung umfasst eine geschnitzte Chorschranke um 1678 mit Teilen von 1765 im Stil Louis XV., eine Trauertafel für Alida van Schellingwoude (1717) und eine Kanzel von Gerrit Schotsman im Stil Louis XV (1765). Während der Restaurierung in den Jahren 1935/36 wurde die Balustrade aus dem 18. Jahrhundert um die Kanzel aus Tafeln im Louis-XV-Stil aus der Rotterdamer Kirche St. Rosalia zusammengesetzt. Außerdem enthält die Kirche auch mehrere Grabsteine aus dem 17. und 18. Jahrhundert.